# Maluks
Maluks es un grupo musical fundado en 2019 en el barrio de Benimaclet (Valencia). Su estilo abarca géneros como dancehall, reggae, cumbia y drum and bass. Está compuesto por Núria Pons (voz), Marina Bolea (voz), Laura Honrubia (voz) y Maria Deltell (bases musicales y DJ). Cada una de ellas tiene experiencia musical previa y formación en instrumentos como la guitarra, el violín o el violonchelo. Las letras de Maluks abordan temas político-sociales desde una perspectiva feministay han colaborado con otros artistas y bandas como La Fúmiga, Pupil·les, Chalart58 y Tremenda Jauría.
Su tercer sencillo, «Contra l'oblit», rinde homenaje a las luchadoras antifascistas, tanto del pasado como del presente, como Neus Català, que han dedicado su vida a defender la libertad. En esta canción contaron con la colaboración de Carles Belda en el acordeón diatónico, así como las ilustraciones de Elies Taño para el videoclip. Además, han actuado en festivales como el Viña Rock, el Feslloc o el Festivern.
El 14 de noviembre de 2021 ganaron el premio al mejor disco de mestizaje en los Premios Ovidi Montllor a la música en valenciano, por su disco Som i vibrem.

## Discografía
- Som i vibrem (Propaganda pel fet!, 2021)[4]